# Долганская письменность
Долганская письменность — письменность долганского языка. С момента своего возникновения и до настоящего времени базируется на кириллической графической основе. Долганский язык до 1970-х годов рассматривался как диалект якутского языка, из-за чего собственная долганская письменность возникла на несколько десятилетий позднее, чем на языках многих других народов Севера России.

## История
Первые попытки фиксации долганского языкового материала были предприняты в начале XX века. В 1908—1909 годах К. М. Рычковым была составлена рукописная картотека долганских слов (не опубликована). В этой картотеке автор использовал кириллический алфавит с дополнительными знаками.
Соответствие букв словаря К. М. Рычкова и современного долганского алфавита:
| Рыч. | Сов.    |   | Рыч. | Сов. |   | Рыч. | Сов. |   | Рыч. | Сов. |  | Рыч. | Сов. |
| ---- | ------- | - | ---- | ---- | - | ---- | ---- | - | ---- | ---- |  | ---- | ---- |
| а    | а       |   | і    | и    |   | о    | о    |   | у    | у    |  | ā    | аа   |
| б    | б       | ј | й    | ӧ    | ө | ӱ    | ү    | ī | ии   |      |  |      |      |
| w    | в       | к | к    | п    | п | ф    | ф    | ō | оо   |      |  |      |      |
| г    | г       | l | л    | р    | р | ч    | ч    | ӯ | уу   |      |  |      |      |
| һ    | г, ӈ, һ | м | м    | s    | с | ш    | ш    | ы̄ | ыы   |      |  |      |      |
| д    | д       | н | н    | х    | һ | ы    | ы    | ē | ээ   |      |  |      |      |
| џ    | дь      | ӈ | ӈ    | т    | т | е    | э    |   |      |      |  |      |      |

Первые опыты создания долганской письменности относятся к началу 1930-х годов, когда в СССР шёл процесс создания письменностей для малочисленных народов. Так, учителем одной из кочевых школ Поплавским был оставлен рукописный долганский букварь, в котором использовался алфавит на основе кириллицы. Собственные системы письма для обучения школьников создавали в те годы и другие учителя, например В. М. Наделяев, Б. И. Базылев, Е. И. Бекренев. Свой вариант долганского алфавита не позднее 1932—1933 учебного года составила исследовательница Е. И. Убрятова; в 1937 году этот алфавит был предложен на утверждение в Таймырский окружной исполком, но тот отказал, сославшись на ненадобность оного в связи с возможностью обучать детей-долган на якутском языке. Однако попытки учить долганских детей на якутском языке не увенчались успехом.
В начале 1960-х годов небольшие долганские тексты на русском алфавите публиковались в газете «Советский Таймыр». Социолингвистическое исследование 1969—1970 годов установило, что, несмотря на отсутствие официальной письменности, 36 % долган вели частную переписку на родном языке, используя для этого русский алфавит. Это показывало необходимость создания собственной долганской письменности.
В 1973 году, ещё до официального создания письменности, в Красноярске была издана первая книга на долганском языке — сборник стихов долганской поэтессы Огдо (Евдокии) Аксёновой «Бараксан». Графика издания была максимально приближена к якутской и представляла собой русский алфавит с дополнительными буквами Һ һ, Ҥ ҥ, Ө ө, Ү ү. Графическую систему этого издания О. Аксёнова разрабатывала совместно с якутским фольклористом П. Е. Ефремовым. В дальнейшем, учась на Высших литературных курсах, Аксёнова занялась разработкой практического долганского алфавита. В этом процессе также принимали участие А. А. Барболина и В. Н. Парфирьев. К концу 1978 года проект алфавита был готов, его поддержали В. М. Наделяев и Е. И. Убрятова, ставшие к тому времени видными учёными-филологами. Власти Таймырского (Долгано-Ненецкого) автономного округа первоначально негативно отнеслись к идее создания долганской письменности, но в итоге проект был одобрен НИИ национальных школ Министерства просвещения РСФСР, а 30 ноября 1979 года долганский алфавит был официально утверждён окрисполкомом.
На утверждённом алфавите уже в 1980 году началось преподавание долганского языка в одной из школ Таймырского АО. В качестве учебного пособия сначала использовался рукописный букварь, а в 1981 году в Москве вышла и его печатная версия (Экспериментальный букварь долганского языка. М., 1981). В этом издании авторы (Аксёнова, Барболина и Парфирьев) отошли от рекомендаций Наделяева и Убрятовой по алфавиту и использовали видоизменённую орфографию, противоречащую фонетическому строю долганского языка. Авторы обосновывали этот отход тем, что учащиеся, как правило не знавшие долганского языка, не могли уловить звучание дифтонгов иэ, уо, ыа, үө, поэтому в рукописном словаре их заменили долгими гласными. Однако это вызвало путаницу, на которую было указано в отзыве на учебник, данном ИИФФ СО АН СССР. В 1984 году Аксёнова и Барболина издали второй вариант букваря, в котором рекомендации филологов были учтены (Дулгааттар букварьдара. Красноярск, 1984). Этот букварь получил положительные отзывы специалистов, а в 1984—1990 годах прошёл успешную апробацию в школах Таймыра. Алфавит и орфография этой книги стали де-факто нормативными и использовались во всех последующих изданиях на долганском языке.

## Современный алфавит
Современный долганский алфавит содержит 37 букв:
| А а | Б б | В в | Г г | Д д | Е е | Ё ё | Ж ж | З з | И и | Й й | К к | Һ һ |
| Л л | М м | Н н | Ӈ ӈ | О о | Ө ө | П п | Р р | С с | Т т | У у | Ү ү | Ф ф |
| Х х | Ц ц | Ч ч | Ш ш | Щ щ | Ъ ъ | Ы ы | Ь ь | Э э | Ю ю | Я я |     |     |

Буквы В в, Е е, Ё ё, Ж ж, З з, Ф ф, Х х, Ц ц, Ш ш, Щ щ, ъ, Ю ю, Я я употребляются только в заимствованиях из русского языка. Буква ь в исконно долганских словах используется только в сочетаниях дь и нь. Долгие гласные обозначаются удвоением соответствующих букв (аа, ии, оо, өө, уу, үү, ыы, ээ), дифтонги — сочетаниями букв иэ, уо, үө, ыа.
В современном долганском алфавите, в отличие от якутского, дь и нь не считаются отдельными буквами. Однако в некоторых ранних изданиях диграфы Дь дь, Нь нь, а также знаки для дифтонгов Иэ иэ, Уо уо, Уө үө, Ыа ыа выделялись как отдельные буквы.
| Буква | МФА      |       | Буква    | МФА   |      | Буква | МФА  |       | Буква | МФА |  | Буква | МФА |
| ----- | -------- | ----- | -------- | ----- | ---- | ----- | ---- | ----- | ----- | --- |  | ----- | --- |
| А а   | /a/      |       | Иэ иэ    | /iɛ/  |      | О о   | /ɔ/  |       | Т т   | /t/ |  | Ы ы   | /ɯ/ |
| Аа аа | /a:/     | Й й   | /j/      | Оо оо | /ɔ:/ | У у   | /ʊ/  | Ыы ыы | /ɯ:/  |     |  |       |     |
| Б б   | /b/      | К к   | /k/, /q/ | Ө ө   | /ɶ/  | Уу уу | /ʊ:/ | Ыа ыа | /ɯa/  |     |  |       |     |
| Г г   | /g/, /ɣ/ | Л л   | /l/      | Өө өө | /ɶ:/ | Уо уо | /ʊɔ/ | Э э   | /ɛ/   |     |  |       |     |
| Д д   | /d/      | М м   | /m/      | П п   | /p/  | Ү ү   | /y/  | Ээ ээ | /æ:/  |     |  |       |     |
| Дь дь | /ɟ/      | Н н   | /n/      | Р р   | /r/  | Үү үү | /y:/ |       |       |     |  |       |     |
| И и   | /i/      | Нь нь | /ɲ/      | С с   | /s/  | Үө үө | /yɶ/ |       |       |     |  |       |     |
| Ии ии | /i:/, // | Ӈ ӈ   | /ŋ/      | Һ һ   | /h/  | Ч ч   | /t͡ʃ/ |       |       |     |  |       |     |

В сентябре 2024 года на круглом столе «Ключевые точки развития этнического образования на Таймыре» в Дудинке З. Ичин-Норбу предложила новый вариант долганского алфавита. В него вошли буквы А а, Ә ә, Б б, Г г, Ғ ғ, Д д, Е е, Ё ё, И и, І і, Й й, К к, Қ қ, Л л, М м, Н н, Ң ң, О о, Ө ө, Ұ ұ, П п, Р р, С с, Т т, У у, Ү ү, Х х, Ч ч, Ы ы, Ь ь, Ъ ъ, Э э, Ю ю, Я я, ’.